# Sípilo
El Sípilo (en turco, Spil Dağı; en griego: Σίπυλος, Sípilos) es una montaña de Lidia, en Asia menor, situada cerca de la ciudad turca de Manisa. Es una estribación del monte Tmolo, del que se origina prolongándose hacia el noroeste. Además de la ciudad de Manisa, también se eleva sobre la carretera que la conecta con Esmirna. El cercano monte Yamanlar, situado sobre el golfo de Esmirna, es en realidad un volcán extinguido con un lago de cráter en la cima y una formación geológica distintiva. A veces se considera una prolongación del macizo del monte Sípilo, e incluso se conoce como «Sípilo del oeste». Toda la zona está aquejada de frecuentes seísmos.
Es mencionado por Homero, Estrabón y Pausanias.

## Historia

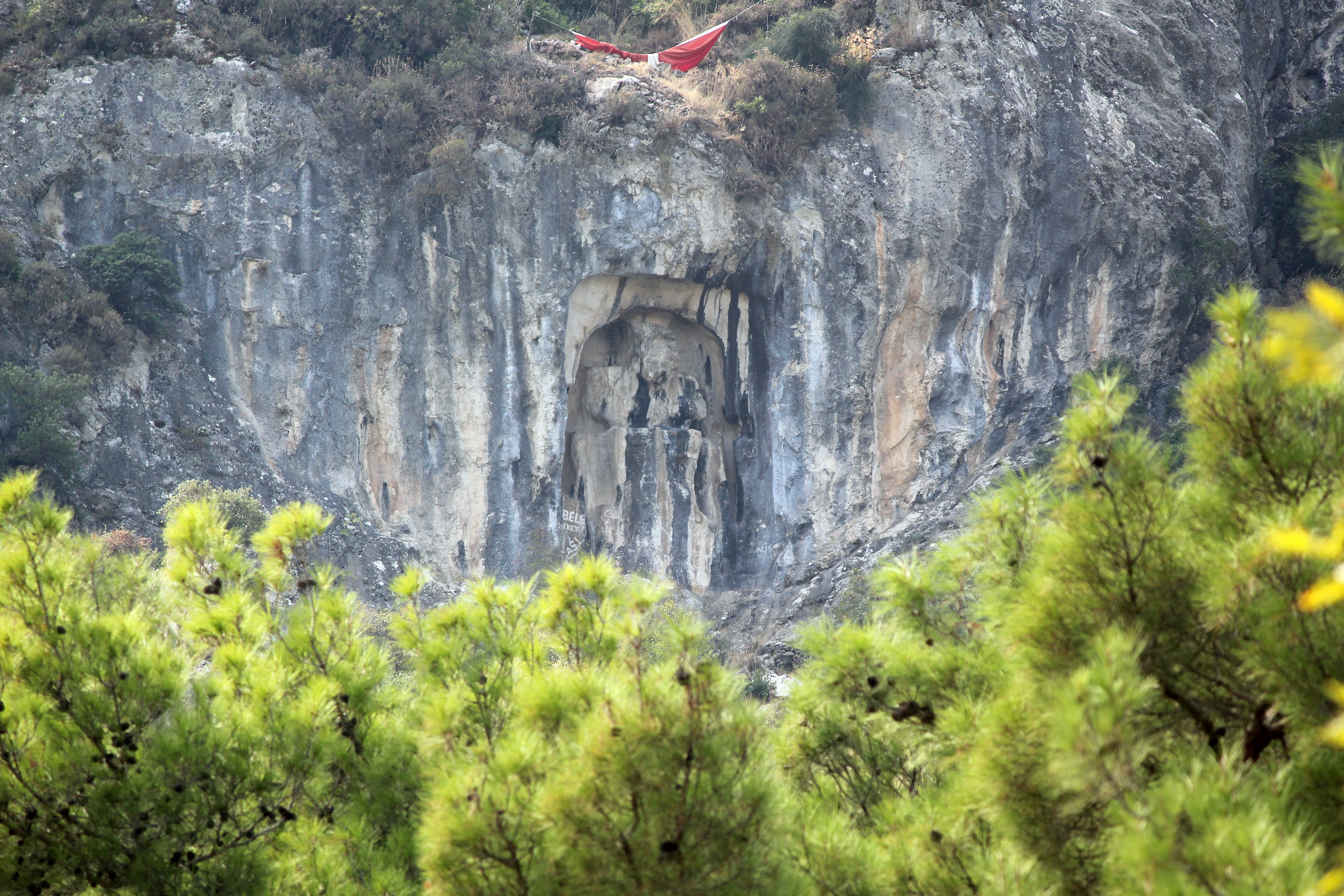
Estatua hitita de Cibeles en el monte Sípilo.

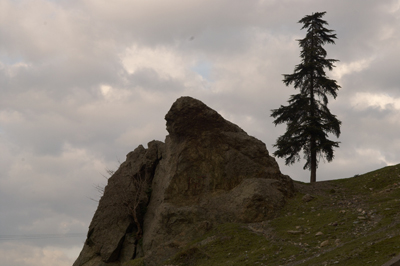
«Roca que llora» de Níobe.

En el monte Sípilo se encuentra una estatua hitita de Cibeles, ya que se consideraba que se trataba del lugar predilecto de la diosa. Posteriormente, se lo llamó «Sípilo en Lidia» en la mitología griega, la cual también conocía a la diosa como Meter o Meter oreie (Madre de la montaña) o, a partir de este monte sagrado, Sipylene. 
Durante la época anterior a los lidios, el monte Sípilo estuvo dominado por Tántalo, quien descuartizó a su hijo Pélope y lo ofreció a los dioses. Su hija fue Níobe, a la que se asocia la «Roca que llora» (en turco, Ağlayan Kaya), formación natural orientada hacia la ciudad de Manisa. También se cita la roca con otro nombre, incluida en la literatura internacional, que es Taş Suret (la «Cara de Piedra»).
El monte Sípilo se elevaba en la antigüedad sobre la ciudad de Magnesia del Sípilo (al sur de la moderna ciudad de Manisa), a orillas del río Hermo (Gediz), escenario de la derrota de Antíoco III el Grande por los romanos en la Batalla de Magnesia del año 190 a. C. La antigua ciudad de Esmirna se encuentra cerca de Sípilo.

## Sípilo en la actualidad

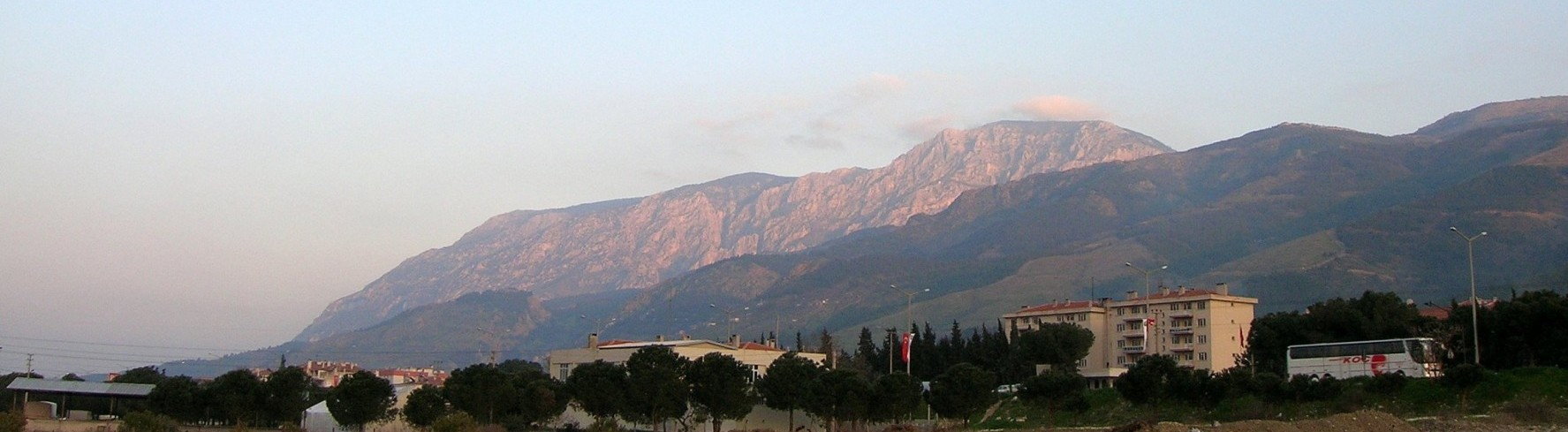
Vista general desde el norte, desde la llanura de Manisa.

Actualmente, el Parque nacional de Spil Dağı atrae a numerosos turistas. Se puede visitar la famosa «Roca que llora» de Níobe, rodeada por un paraje boscoso repleto de flores, especialmente tulipanes salvajes. La montaña también es un lugar apropiado para acampar, así como practicar el paracaidismo, el senderismo y otros deportes de montaña.